# Chenevelles
Chenevelles és un municipi francès situat al departament de la Viena i a la regió de la Nova Aquitània. L'any 2007 tenia 438 habitants.

## Demografia

### Població
El 2007 la població de fet de Chenevelles era de 438 persones. Hi havia 169 famílies de les quals 40 eren unipersonals (18 homes vivint sols i 22 dones vivint soles), 44 parelles sense fills, 74 parelles amb fills i 11 famílies monoparentals amb fills.
La població ha evolucionat segons el següent gràfic:
Habitants censats

### Habitatges
El 2007 hi havia 249 habitatges, 174 eren l'habitatge principal de la família, 32 eren segones residències i 43 estaven desocupats. 242 eren cases i 1 era un apartament. Dels 174 habitatges principals, 141 estaven ocupats pels seus propietaris, 29 estaven llogats i ocupats pels llogaters i 4 estaven cedits a títol gratuït; 3 tenien una cambra, 5 en tenien dues, 40 en tenien tres, 45 en tenien quatre i 82 en tenien cinc o més. 134 habitatges disposaven pel capbaix d'una plaça de pàrquing. A 66 habitatges hi havia un automòbil i a 93 n'hi havia dos o més.

### Piràmide de població
La piràmide de població per edats i sexe el 2009 era:
| Homes | Edats   | Dones |
| ----- | ------- | ----- |
| 0     | 95 o +  | 0     |
| 0     | 90 a 94 | 4     |
| 4     | 85 a 89 | 0     |
| 4     | 80 a 84 | 8     |
| 8     | 75 a 79 | 4     |
| 12    | 70 a 74 | 12    |
| 4     | 65 a 69 | 4     |
| 24    | 60 a 64 | 0     |
| 4     | 55 a 59 | 16    |
| 12    | 50 a 54 | 8     |
| 8     | 45 a 49 | 20    |
| 12    | 40 a 44 | 12    |
| 16    | 35 a 39 | 16    |
| 16    | 30 a 34 | 20    |
| 16    | 25 a 29 | 12    |
| 20    | 20 a 24 | 0     |
| 16    | 15 a 19 | 12    |
| 32    | 10 a 14 | 20    |
| 12    | 5 a 9   | 16    |
| 8     | 0 a 4   | 4     |

## Economia
El 2007 la població en edat de treballar era de 273 persones, 218 eren actives i 55 eren inactives. De les 218 persones actives 192 estaven ocupades (107 homes i 85 dones) i 27 estaven aturades (12 homes i 15 dones). De les 55 persones inactives 20 estaven jubilades, 17 estaven estudiant i 18 estaven classificades com a «altres inactius».

### Ingressos
El 2009 a Chenevelles hi havia 180 unitats fiscals que integraven 451 persones, la mediana anual d'ingressos fiscals per persona era de 15.829 €.

### Activitats econòmiques
Dels 14 establiments que hi havia el 2007, 4 eren d'empreses de construcció, 3 d'empreses de comerç i reparació d'automòbils, 1 d'una empresa de transport, 5 d'empreses de serveis i 1 d'una entitat de l'administració pública.
Dels 5 establiments de servei als particulars que hi havia el 2009, 1 era una autoescola, 1 paleta, 2 guixaires pintors i 1 lampisteria.
L'únic establiment comercial que hi havia el 2009 era una botiga de menys de 120 m².
L'any 2000 a Chenevelles hi havia 34 explotacions agrícoles que ocupaven un total de 2.096 hectàrees.

## Equipaments sanitaris i escolars
El 2009 hi havia una escola elemental integrada dins d'un grup escolar amb les comunes properes formant una escola dispersa.

## Poblacions més properes
El següent diagrama mostra les poblacions més properes.